# 普列赫季伊夫卡
51°56′17″N 30°52′39″E / 51.93806°N 30.87750°E
普列赫季伊夫卡（烏克蘭語：Плехтіївка），是烏克蘭北部的村莊，隸屬切爾尼希夫州的切爾尼希夫區。該村始建於1721年，面積0.21平方公里，海拔高度111米，2001年人口6。